# Enrico Cobioni
Enrico Cobioni, anche Henri Cobioni (Tavannes, 16 settembre 1881 – La Chaux-de-Fonds, 15 ottobre 1912), è stato un aviatore svizzero e pioniere dell'aviazione.

## Biografia
Enrico nacque a Tavannes nel Canton Berna nella Svizzera romanda dove frequentò anche la scuola. Nel 1891 i suoi genitori, originari di Locarno, si trasferirono a Moutier. All'età di 18 anni, dopo un apprendistato a Berna, diventa costruttore di fornelli come suo padre Giuseppe.

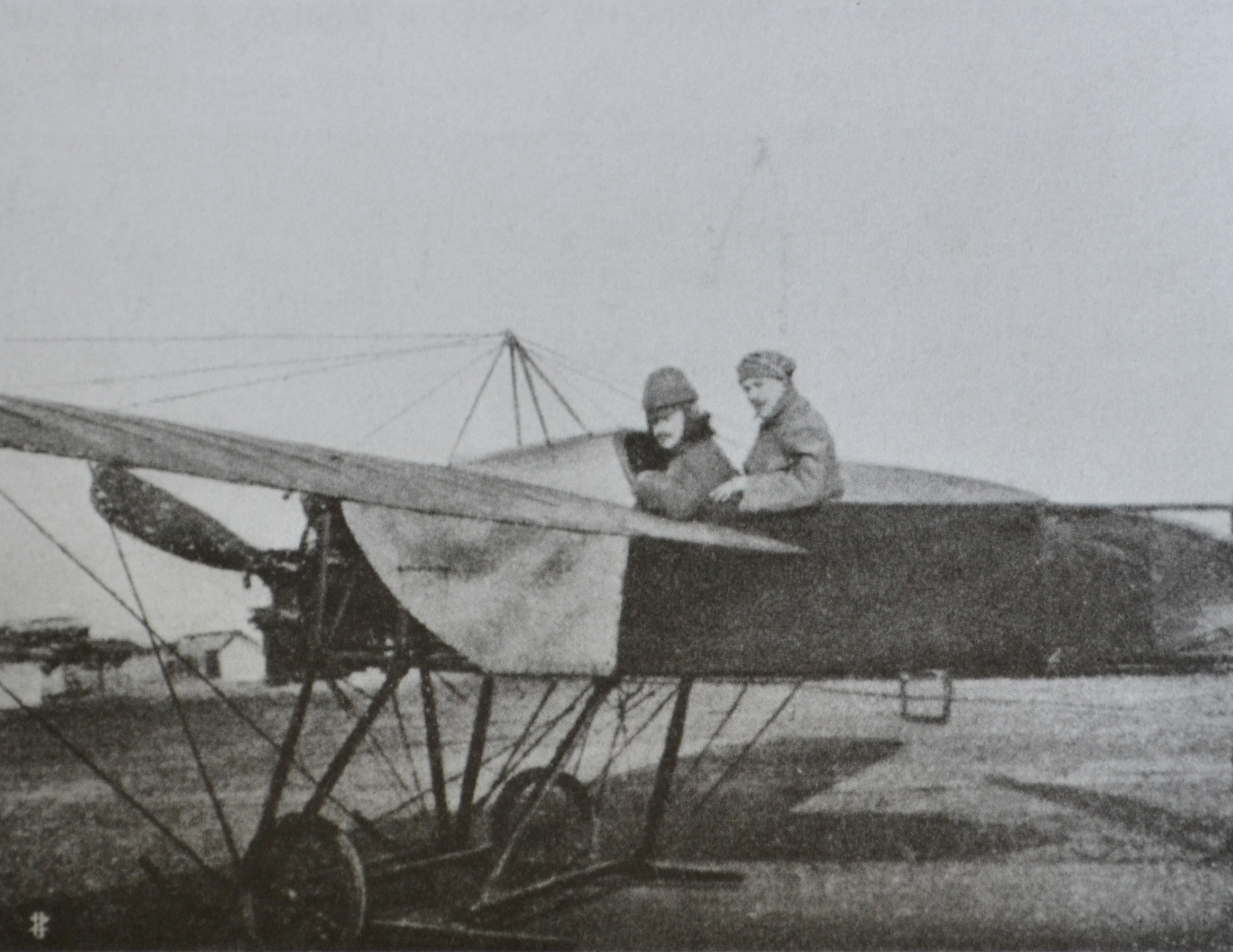
Enrico Cobioni con il primo passeggero pagante nella storia italiana del volo (22 aprile 1912)

Il suo interesse però è rivolto alle due ruote e ai motori. Dal 1899 partecipa a molte gare ciclistiche e dal 1904 si fa conoscere como motociclistica partecipando anche a delle gare a livello internazionale. 
Nel 1908 si sposò e dal matrimonio nacquero due figli. Nello stesso anno costruì un aeroplano, un monoplano tipo Bleriot, a Moutier. Insieme con i fratelli Armand e Henri Dufaux fu uno dei primi costruttori di aeromobili in Svizzera. In seguito imparò a volare a Chartres presso una famosa scuola di aviazione dove conobbe Roland Garros.
Nel giugno 1911 acquistò il brevetto di pilota su un monoplano di Gianni Caproni, il Ca.9, a Vizzola Ticino, diventandone poi il collaudatore nonché capo pilota della scuola di aviazione di Caproni. Tra i suoi allievi furono alcuni personaggi che diventeranno poi famosi, tra cui Riccardo Moizo, Costantino Biego e Clemente Maggiora.
A fine gennaio 1912 compì il primo di una lunga serie di record con diversi aeroplani tutti progettati da Caproni. Nel primo percorse con il Ca.9 146 km in 2 ore 4 minuti e 31 secondi, battendo il record mondiale di velocità per un aeroplano equipaggiato con un motore di solo 35 CV. Il 14 febbraio battette il record italiano d'altezza, raggiungendo la quota di 1150 m in 15 minuti. Il 20 marzo 1912 fu di nuovo record mondiale di velocità su circuito chiuso sulle distanze di 250, 300 e 330 km con il modello Ca.11.
Il 16 aprile 1912 effettuò su un Ca.12, il volo diretto più lungo finora compiuto in Italia, percorrendo una distanza di 449 km in 4 ore alla velocità media di 112 km/h tra Vizzola e Adria seguendo il fiume Po. Pochi giorni dopo, il 22 aprile 1912, effettuò sopra Venezia il primo volo con un passeggero pagante nella storia italiana del volo.
Il 11 giugno 1912 battete il record italiano di durata con passeggero volando sempre su Caproni per 3 ore e 12 minuti. A fine luglio ritornò in Svizzera e si stabilì ad Avenches perché poté guadagnare di più nelle esibizioni e concorsi aerei in Svizzera che a Vizzola Ticino.
Morì nell'ottobre 1912 durante una manifestazione aerea a La Chaux-de-Fonds nel Canton Neuchâtel, schiantandosi al suolo con un Bleriot. Nell'incidente morì anche un giornaliste che era a bordo con lui.